# Худај-Кул
Худај-Кул (тат. Ксодаикол, Ходаикол, Кудаикул, по крштењу Петар Ибрахимовић; у. 1523, Москва) - казањски кнез, син кана Ибрахима и Фатиме. Брат казанских канова Илхама, Мелик-Тагира, Мухамеда-Емина и Абдул-Латифа (последња двојица су били полубраћа, рођени од друге жене његовог оца, Нур-Султана).
Након заузимања Казања од стране руских трупа 1487. године, заробљен је и, заједно са мајком Фатимом и братом Мелик-Тагиром, одведен у град Каргол (предграђе Белоозера). Пуштен је из заробљеништва 1505. године. 12. децембра 1505. године крштен је именом Петар Ибрахимовић, након чега је изгубио право на престо казањског кана.
Године 1510, током похода руске војске на Псков, командовао је великим пуком. Током смоленских похода великог кнеза Василија III 1513-1514, као и 1521. године, остао је привремени владар Москве - (намесник).
Сахрањен је у Архангеловској цркви Московског Кремља.

## Породица
25. јануара 1506. године оженио се млађом сестром великог кнеза Василија III, кнегињом Евдокијом.
- У овом браку рођена је ћерка, Анастасија Петровна; постала је жена кнеза Фјодора Михаиловича Мстиславског 29. августа 1529. године. Имали су јединог сина Ивана, који је касније постао пехарник, коморник, бољар и уживао је посебну наклоност цара Ивана IV Грозног. Кнегиња Анастасија Петровна, пошто је остала удовица 30. јуна 1537. године, ступила је у други брак 6. јуна 1538. године са кнезом Василијем Васиљевичем Шујским, који је умро исте јесени, са којим је имала ћерку кнегињу Марфу (удала се за кнеза Ивана Димитријевича Белског).